# NGC 28

NGC 28

إن جي سي 28 والتي يرمز لها بالرمز NGC 28، هي مجرة، في كوكبة العنقاء.

## الاكتشاف
اكتشفت في 28 أكتوبر 1834، بواسطة جون هيرشل.